# ظاهرة طبيعية
الظاهرة الطبيعية هي مجمل التغيرات والأحداث التي تنشأ على الكرة الأرضية طبيعياً نتيجة حدوث الأسباب التي تدفع لحدوث مثل هذه الظواهر، حيث تتميز بأنها غير معتمدة على الإنسان لحدوثها. إضافة إلى ذلك فالظاهر الطبيعية قد تكون مصدر خطر على حياة الكائنات الحية وقد تكون أيضاً شيئاً إيجابياً ولها أثر محمود على الكائنات الحية جميعها.